# Solérieux
Solérieux is een gemeente in het Franse departement Drôme (regio Auvergne-Rhône-Alpes) en telt 270 inwoners (2004). De plaats maakt deel uit van het arrondissement Nyons.

## Geografie
De oppervlakte van Solérieux bedraagt 8,7 km², de bevolkingsdichtheid is 31,0 inwoners per km².

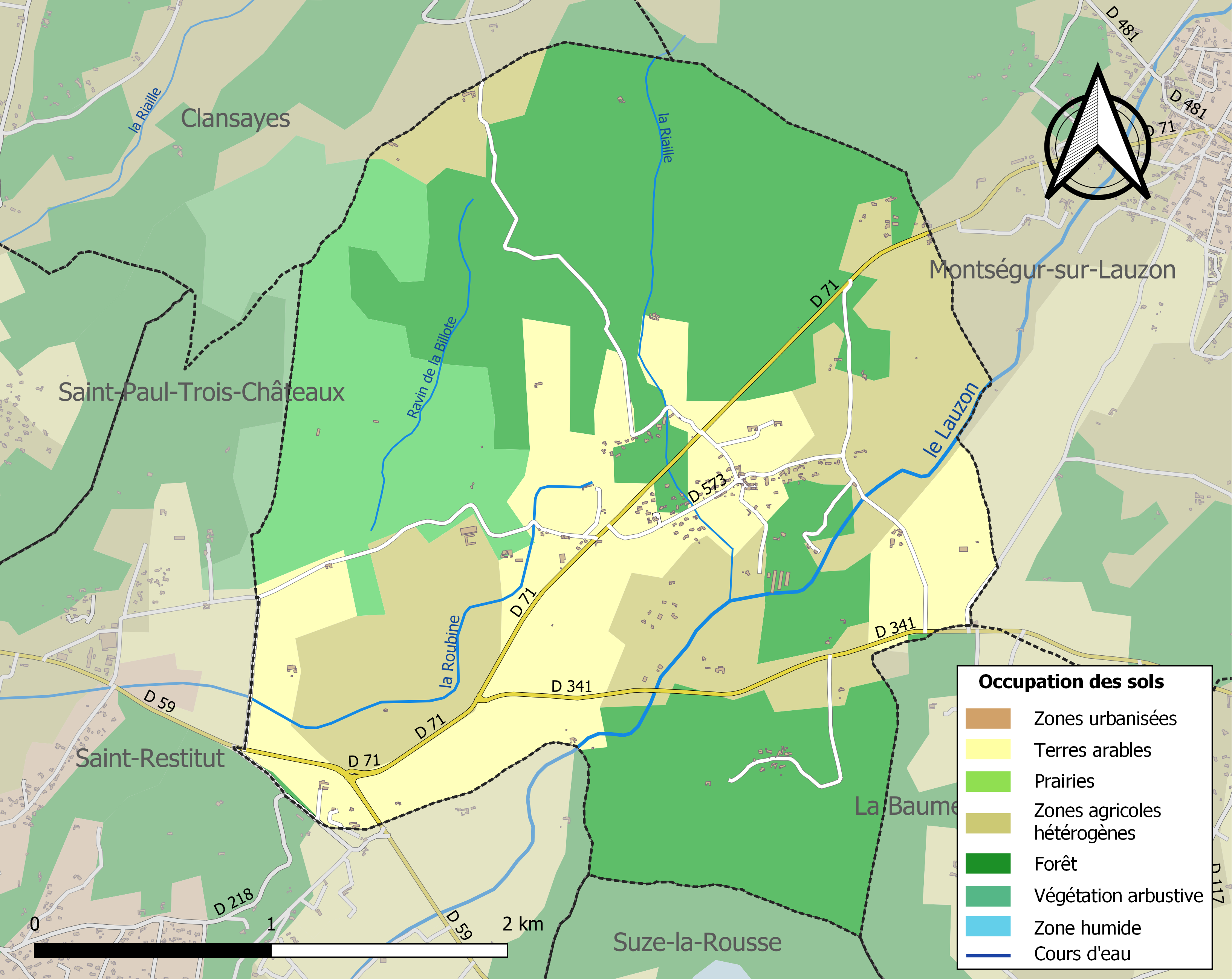
Kaart van de gemeente met belangrijkste infrastructuur, bodemgebruik en omliggende gemeenten

## Demografie
Onderstaande figuur toont het verloop van het inwonertal (bron: INSEE-tellingen).